# Cross (álbum de Luna Sea)
Cross é o décimo álbum de estúdio da banda de rock japonesa Luna Sea, lançado em 18 de dezembro de 2019. Co-produzido com Steve Lillywhite, marca a primeira vez que a banda não produziu um álbum por conta própria. Foi lançado durante o 30º aniversário de carreira do Luna Sea e algumas de suas faixas foram feitas em colaboração com o 40º aniversário da franquia Mobile Suit Gundam, como os singles "The Beyond" e "Sora no Uta ~Higher and Higher~/Hisōbi". O título "Cross" foi escolhido pensando que o caractere japonês para o número 10 é 十, que se parece com uma cruz.
Apesar de atingir a terceira posição na Oricon Albums Chart, Cross se tornou o primeiro lançamento de Luna Sea a chegar ao topo da Billboard Japan. "The Beyond" se tornou o primeiro single da banda em mais de 20 anos a liderar a Oricon Singles Chart.

## Visão geral
De acordo com o guitarrista Sugizo, que nunca havia trabalhado com um produtor em seus 30 anos de carreira, ele estava querendo trabalhar com um nos últimos cinco anos. Ele explicou que queria estudar novamente e aprender mais, mas nenhum dos produtores do Japão se encaixava por vários motivos. As conversas com Steve Lillywhite começaram antes mesmo da produção do álbum anterior do Luna Sea, Luv (2017). Lillywhite e Inoran haviam se tornado amigos vários anos antes, ao se conhecerem em uma convenção de música japonesa. O produtor britânico participou o show de Inoran em Bangkok em 2014, onde foi convidado a produzir o álbum solo do guitarrista. No entanto, o tempo não estava a favor deles e Lillywhite prefere trabalhar com bandas em vez de músicos solo.
Depois de receber a oferta de Luna Sea, Lillywhite foi vê-los se apresentar ao vivo no Saitama Super Arena, pois acredita que o verdadeiro valor de uma banda está em seus shows ao vivo. Impressionado, ele concordou em produzir o álbum. A banda mandava suas músicas para ele e ele mandava suas ideias sobre elas. Lillywhite retornou ao Japão cerca de dois anos e meio depois, antes do início das gravações, durante os shows do Luna Sea no Nippon Budokan. Os guitarristas Inoran e Sugizo já o haviam visitado em sua casa em Jacarta, mas esta foi a primeira vez que todos os cinco membros da banda se encontraram com o produtor para conversar sobre o álbum.

## Produção

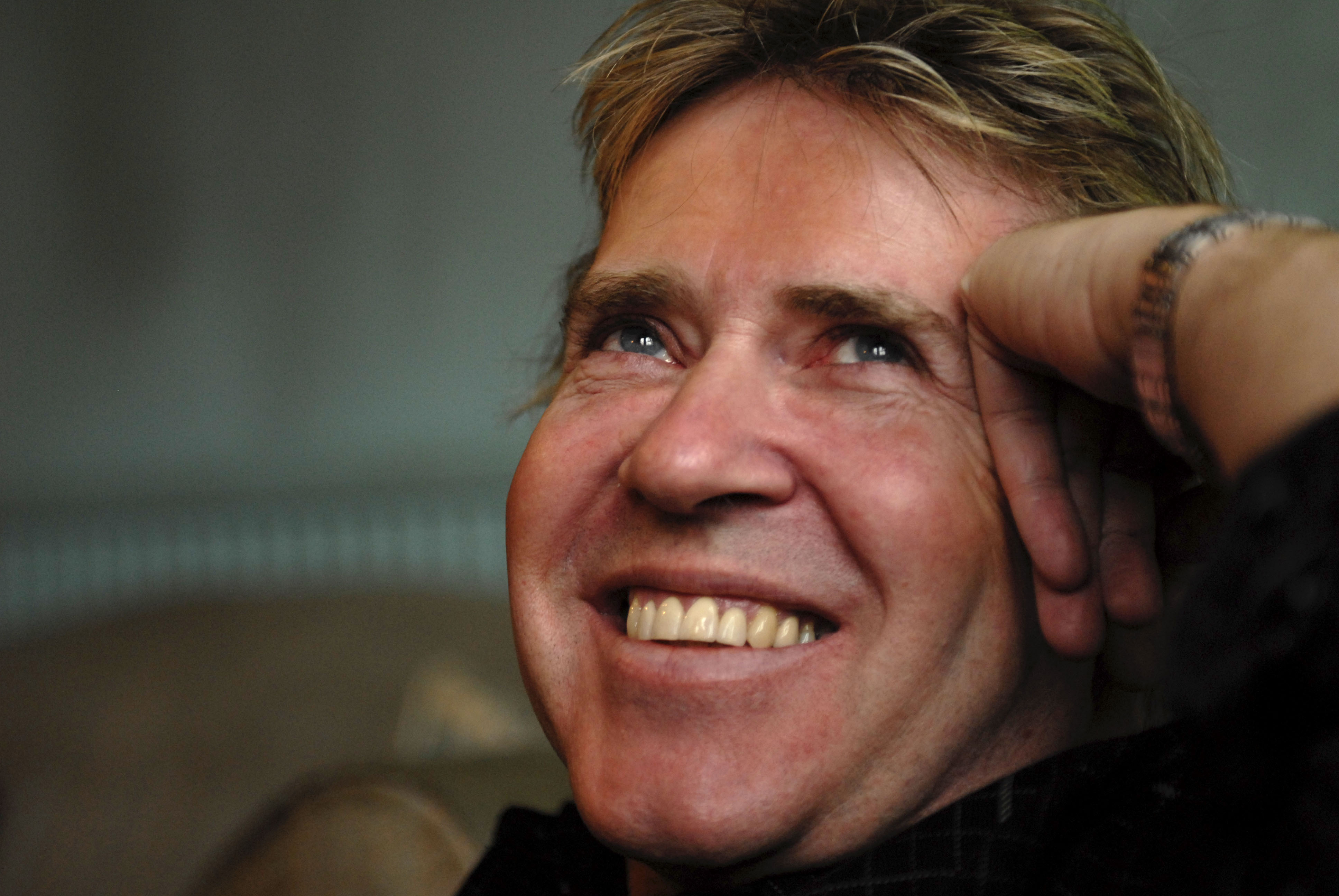
Co-produzido por Steve Lillywhite, Cross marca a primeira vez de Luna Sea trabalhando com um produtor e a primeira vez que Lillywhite produz um artista japonês.

Enquanto a banda gravava no Japão, Lillywhite estava em Jacarta e se comunicava diariamente via FaceTime, WhatsApp e Skype. Ele fez três ou quatro viagens para gravar sessões em reuniões e ouvir playbacks. Lillywhite queria quatro pontos para o álbum; capturar a energia das apresentações ao vivo da banda, alcançar ótimas melodias, incluir um som moderno para a era atual e manter o som único que o Luna Sea cultivou ao longo das décadas. Ele disse que ainda acredita na ideia de um álbum funcionando como um todo, em vez de apenas músicas isoladas juntas. Então ele eliminou algumas faixas, ou porque já havia muitas músicas lentas, ou porque elas não se encaixavam no álbum. As partes orquestradas do álbum foram ideia de Sugizo. Lillywhite disse que era difícil combiná-las com o som da banda, mas ficou bom. O título Cross foi cunhado por Shinya, por ser o décimo álbum de estúdio da banda enquanto o caractere japonês para o número 10 é 十, que se parece com uma cruz.
Lillywhite contou que percebeu que cada membro tem seu próprio estilo e que misturá-los todos juntos tornou Cross um ótimo álbum. Explicou que J é um hard rocker, Inoran gosta de indie rock, Sugizo prefere rock progressivo e Ryuichi é Frank Sinatra, enquanto Shinya pode adaptar e interpretar cada um à sua maneira, assim como um bom baterista deveria fazer. Antes de conhecer a banda, Lillywhite não gostava dos vocais de Ryuichi quando ouvia seus trabalhos antigos e estava preocupado se poderia ou não produzi-los. Mas depois de ouvi-los ao vivo, essa dúvida desapareceu. Ele descreveu as músicas de J como simples e cativantes com bons riffs. Também revelou que todas as músicas que Sugizo trouxe eram perfeitas e organizadas, enquanto as músicas de Inoran eram mais difíceis porque eram confusas como as do U2, mas ainda mais organizadas do que os músicos britânicos e americanos. Sugizo lhe trazia um take de guitarra que era perfeito, mas Inoran lhe trazia dez takes e o deixava escolher qual usar. Assim, ele deu a eles os apelidos "Sr. Detalhes" e "Sr. Desajeitado", respectivamente.
Em janeiro de 2019, Ryuichi passou por uma cirurgia para remover um adenocarcinoma do pulmão. Além disso, ele estava lidando com um pólipo na garganta durante a gravação. No entanto, Sugizo sente como se Ryuichi soasse dez anos mais jovem no álbum graças à produção de Lillywhite. O guitarrista trouxe uma ordem de lista de faixas para as músicas, antes de Lillywhite modificá-la.
Lillywhite ficou profundamente honrado por ser o primeiro produtor em quem a banda confiou depois de 30 anos. Ele está muito feliz com a forma como Cross se saiu e disse que quer que os jovens ouçam para que possa colocá-los no caminho para o bom rock, pois este parece estar morrendo, especialmente nos países ocidentais. O produtor afirmou que está aberto a trabalhar com Luna Sea novamente. Disse à banda que fará algo diferente no próximo álbum, pois está convencido de que eles podem fazer coisas diferentes e gostaria de ver para onde estão indo. Da mesma forma, Sugizo disse que gostaria de trabalhar com Lillywhite novamente.

## Composição
As músicas "Sora no Uta ~Higher and Higher~" e "Hisōbi" já haviam sido gravadas antes do encontro com Lillywhite no Budokan. Elas foram lançados juntas como um single de lado A duplo em 29 de maio de 2019, e ambas foram usadas como temas de abertura do anime Mobile Suit Gundam: The Origin - Advent of the Red Comet. Inoran escreveu a faixa de abertura "Luca" por volta de outubro de 2018, após visitar Lillywhite. A canção conta com cerca de 15 instrumentistas de cordas e cerca de 20 bateristas e flautistas estudantes do ensino médio, cerca de 40 ou 50 músicos no total. Lillywhite a descreveu como uma flor desabrochando; aumenta gradualmente com uma intensificação no final. Ele também disse que é uma reminiscência de "Where the Streets Have No Name" e "Sunday Bloody Sunday" do U2.
Por ter sido escrita por Sugizo, Lillywhite descreveu "Philia" como progressiva, mas com uma energia "condutora". Sugizo revelou que Lillywhite gostou da demo, mas sentiu que a primeira parte de Inoran não era interessante e deveria ser reconsiderada. Sugizo admitiu que o retrabalho de Inoran a tornou muito melhor. Além disso, originalmente a canção possuia um outro, mas foi removido por sugestão do produtor, tornando-a muito mais curta. Foi usada como tema do MMORPG Eternal.
O produtor chamou "Closer", que foi composta por J, de musicalmente simples mas animada e que iria agradar aos fãs de rock. “The Beyond” é outro trabalho relacionado a Gundam, usado como tema oficial do 40º aniversário da franquia. Por sugestão de Lillywhite, Sugizo adicionou uma contra-melodia no segundo refrão para Inoran tocar.
De acordo com Lillywhite, a quinta faixa "You're Knocking at My Door" foi difícil como todas as músicas de Inoran. Através de repetidas tentativas e erros, ele tentou encontrar o melhor equilíbrio entre reter o poder da música, mas torná-la suave o suficiente para os ouvidos. Ele disse que, embora seu som seja completamente diferente, você pode comparar seu clima caótico com a música do U2 "Bullet the Blue Sky". Ryuichi originalmente escreveu "Anagram" antes de Sugizo adicionar suas ideias. Mas Lillywhite preferiu a versão de Ryuichi, então a versão final está mais próxima da primeira versão do cantor. Ele a chamou de reminiscência de David Bowie, e disse que a música calma atua como um alívio no meio do álbum.
Foi ideia de Lillywhite ter um anúncio em inglês em "Seijyaku" (静寂) , para o qual ele escolheu J porque o baixista tem uma boa voz. O produtor disse que alguém achou errado terminar o álbum com "So Tender...", e admitiu que "Seijyaku" seria a escolha da maioria das pessoas. Mas na opinião dele, a última música deve ser como uma boa sobremesa depois de uma refeição, e a última era pesada demais para a sobremesa.

## Lançamento
Álbum
Cross foi lançado em 18 de dezembro de 2019 pela Universal. Naquele dia, Sugizo, Inoran e Shinya fizeram uma transmissão ao vivo no Niconico, onde discutiram sobre álbum. Cinco edições limitadas de Cross foram produzidas: a Edição Limitada A inclui videoclipes para as duas faixas em DVD; a Edição Limitada B inclui um videoclipe diferente para "Sora no Uta ~Higher and Higher~" em um DVD e um CD separado, incluindo o cover de Luna Sea de "Beyond the Time ~Moebius no Sora o Koete~" (BEYOND THE TIME ～メビウスの宇宙を超えて～) da banda TM Network. Duas edições foram vendidas exclusivamente para membros do fã-clube da banda; a Premium Box A inclui um CD ao vivo gravado nos shows de 31 de maio e 1º de junho de 2019 no Nippon Budokan e dois DVDs ou Blu-rays ao vivo, gravados no show de 29 de maio de 2019 no Zepp Tokyo e no show de 24 de dezembro de 1998 no Tokyo Dome, além de um livro de fotos e duas réplicas de passes da equipe de funcionários da banda; a Premium Box B inclui o mesmo CD ao vivo e um DVD ou Blu-ray gravado no show de 31 de maio de 2019, além do livro de fotos e uma réplica do passe de funcionários. Uma edição vendida exclusivamente nos shows da banda em 21 e 22 de dezembro de 2019 no Saitama Super Arena inclui um CD ao vivo gravado em seus shows de 22 e 23 de dezembro na arena no ano anterior.
Singles
O single duplo A-side "Sora no Uta ~Higher and Higher~/Hisōbi" foi lançado em 29 de maio de 2019. Em 29 de abril de 2020, o vigésimo primeiro single da banda "The Beyond" foi lançado com produção limitada. Inclui a música "The Beyond" e um modelo de robô de Gundam, Zaku II, personalizado do Luna Sea, feito de plástico ecológico. Tornou-se o primeiro single em mais de 20 anos, desde "Gravity" (2000), ao alcançar o topo da Oricon Singles Chart. Ele também liderou o novo Rock Singles Chart, e ficou em vigésimo na parada combinada de downloads digitais e streaming de singles.

## Recepção
| Críticas profissionais | Críticas profissionais |
| Avaliações da crítica  | Avaliações da crítica  |
| Fonte                  | Avaliação              |
| ---------------------- | ---------------------- |
| AllMusic               | 4 de 5 estrelas.       |

John D. Buchanan, escrevendo para o AllMusic, chamou Cross de um "álbum de rock realmente ótimo" que, embora não tenha o "poder, movimento e frescor" que tinham nos anos 90, parece que as habilidades de composição de Luna Sea estão "indiscutivelmente no auge". Buchanan descreveu a faixa de abertura "Luca" como uma homenagem ao U2, "Philia" como uma reminiscência do rock dos anos 80 de Cali≠gari e David Bowie, e disse que os solos e o refrão de "Closer" o lembravam de Bon Jovi. Apesar de notar certa calmaria no meio do álbum, ele disse que há faixas suficientemente boas com bateria ou linhas de baixo proeminentes, e uma balada progressiva com uma "performance vocal apaixonada", que é ideal para "recém-chegados à banda que gostam dos anos 80 e hard e soft rock dos anos 90, desfrutam de um toque progressivo e podem lidar com a barreira do idioma."
Cross se tornou o primeiro álbum da banda a alcançar o topo da Billboard Japan e chegou a terceira posição na Oricon Albums Chart, permanecendo por doze semanas na parada, e de acordo com o ranking da Oricon é o 12° álbum mais vendido do Luna Sea (contando compilações). Também ficou em primeiro lugar na parada G-Music.

## Turnê
De 1 de fevereiro a 31 de maio de 2020, o Luna Sea agendou a turnê nacional Cross the Universe, com mais de 29 apresentações em 13 cidades, que terminaria com três shows entre 29 e 31 de maio, no recém-inaugurado Tokyo Garden Theater. No entanto, todas as apresentações da turnê desde o final de fevereiro foram adiadas para 2021 devido à pandemia do COVID-19 no Japão. As três apresentações do Tokyo Garden Theatre ocorreram de 28 a 30 de maio de 2021, e a turnê remarcada começou em 12 de junho. Os shows finais  agora foram realizados no Saitama Super Arena em 8 e 9 de janeiro de 2022, porém Cross the Universe terminou mesmo em 1º de fevereiro, quando Luna Sea fez sua última apresentação antes de entrar em um "período de recarga", assim que Ryuichi passou por uma cirurgia para remover lesões microvasculares em suas cordas vocais.

## Faixas
| CD             |                                                                    |                  |         |  |
| N.º            | Título                                                             | Música           | Duração |  |
| 1.             | "Luca"                                                             | Inoran           | 5:14    |  |
| 2.             | "Philia"                                                           | Sugizo           | 6:10    |  |
| 3.             | "Closer"                                                           | J                | 4:00    |  |
| 4.             | "The Beyond"                                                       | Sugizo           | 5:33    |  |
| 5.             | "You're Knocking at My Door"                                       | Inoran           | 3:44    |  |
| 6.             | "Sora no Uta ~Higher and Higher~" (宇宙の詩 ～Higher and Higher～) | Sugizo           | 5:06    |  |
| 7.             | "Anagram"                                                          | Ryuichi e Sugizo | 5:32    |  |
| 8.             | "Hisōbi" (悲壮美)                                                  | Sugizo           | 4:42    |  |
| 9.             | "Pulse"                                                            | J                | 4:19    |  |
| 10.            | "Seijyaku" (静寂)                                                  | Sugizo           | 6:19    |  |
| 11.            | "So Tender..."                                                     | Inoran           | 3:43    |  |
| Duração total: | Duração total:                                                     | Duração total:   | 54:26   |  |

## Ficha técnica
Luna Sea
- Ryuichi - vocal principal
- Sugizo - guitarra, violino
- Inoran - guitarra
- J - baixo
- Shinya - bateria

Produção
- Luna Sea e Steve Lillywhite